# Heide-Nord/Blumenau
Heide-Nord/Blumenau ist das südliche der beiden Stadtviertel im Stadtteil Lettin, das wiederum im Stadtbezirk West der Stadt Halle (Saale) liegt. Es ist benannt nach der DDR-Großwohnsiedlung Heide-Nord und der Einfamilienhaussiedlung Blumenau. Am 31. Dezember 2019 hatte das Stadtviertel 5887 Einwohner auf einer Fläche von 1,633 km².

## Geographie
Heide-Nord/Blumenau liegt im Nordwesten der Stadt Halle und besteht aus den beiden Wohnkomplexen des Plattenbaugebietes Heide-Nord im Nordosten und Nordwesten, der Einfamilienhaussiedlung Blumenau dazwischen, sowie der Heiderandsiedlung im Süden, die vom Rest durch den Hechtgraben abgetrennt ist. Begrenzt wird das Viertel durch die Waldstraße im Süden und die Nordstraße im Osten. Die nördliche und westliche Grenze ist nicht einfach an einem Objekt fest zu machen. Durch das Viertel führt von Nord nach Süd der Blumenauweg, der die Ortslage Lettin im Norden mit der Waldstraße verbindet. Angrenzende Stadtteile und Stadtviertel sind das Naherholungsgebiet Dölauer Heide im Süden, Kröllwitz im Osten, Ortslage Lettin im Norden und Dölau im Westen.

### Naherholung

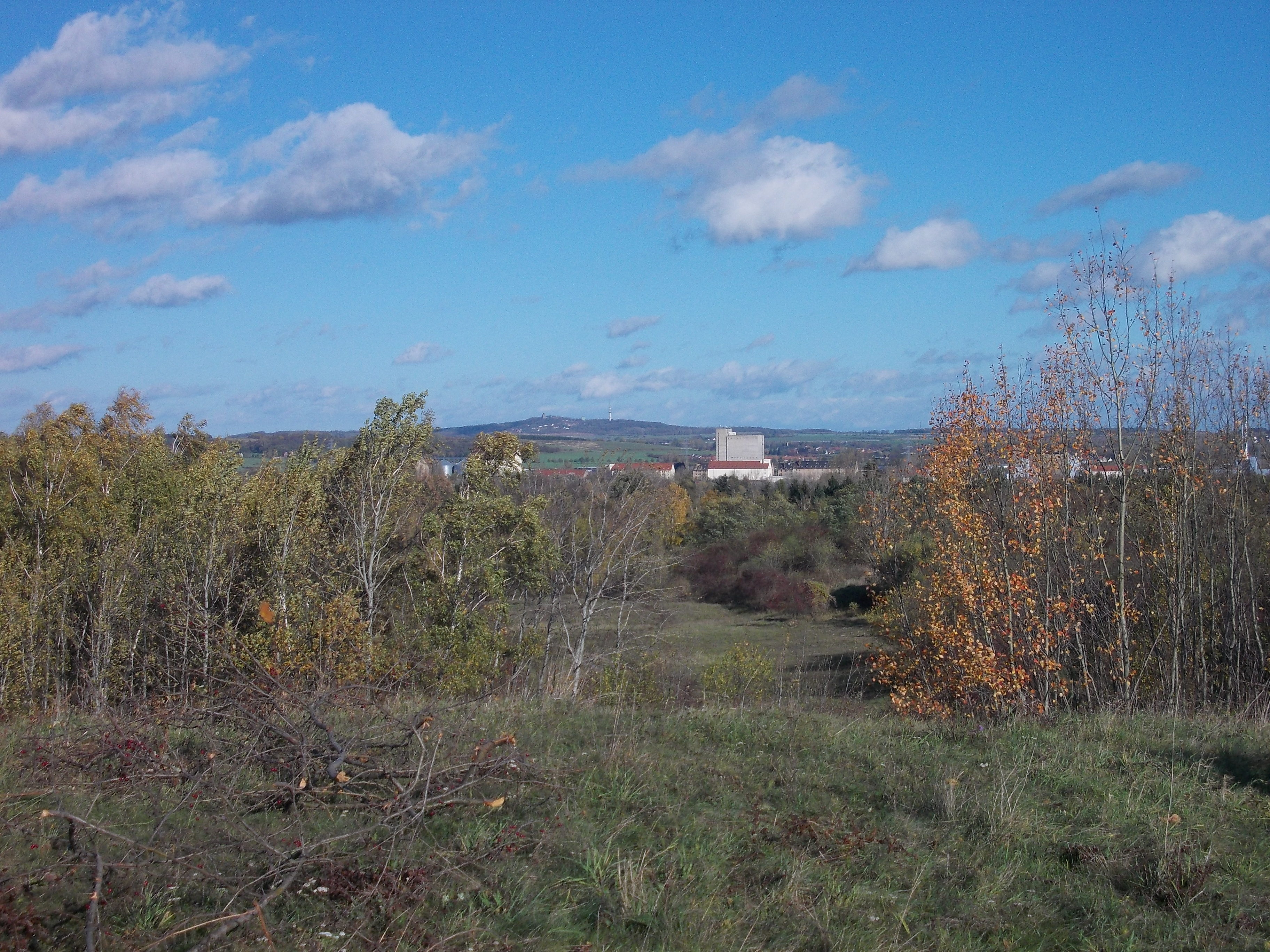
Das Naturschutzgebiet Brandberge im Osten. Im Hintergrund ist der Hafen von Trotha zu sehen sowie der Petersberg.

Heide-Nord/Blumenau besitzt mit der Dölauer Heide ein ausgedehntes Naherholungsgebiet in unmittelbarer Nachbarschaft. Nördlich des Viertels befindet sich das Naturschutzgebiet Lunzberge und östlich des Viertels das Naturschutzgebiet Brandberge, beide beinhalten Kuppen aus Rhyolith. Im Südwesten des Viertels befindet sich eine Fläche mit einem Teich.

### Verkehrsanbindung
Das Stadtviertel besitzt keine Straßenbahnanbindung, auch wenn diese in früherer Zeit einmal angedacht war. Stattdessen erreicht man Heide-Nord mit den Buslinien 21 und 22 der Halleschen Verkehrs AG im Tagesverkehr bzw. zusätzlich mit der Linie 97 im Nachtverkehr. Im Flächennutzungsplan der Stadt Halle werden jedoch noch Flächen für eine mögliche Straßenbahnstrecke von Kröllwitz über Heide-Nord nach Lettin freigehalten.

## Geschichte
Schon in der Steinzeit wurde die Gegend besiedelt, davon zeugen Grabhügel in Lettin, sowie Menhire in Dölau (die Steinerne Jungfrau) und Kröllwitz. In der Dölauer Heide im Süden war die Bischofswiese  in der Jungsteinzeit besiedelt und Standort von prähistorischen Befestigungsanlagen der Baalberger Kultur (4100–3600 v. Chr.) und der Bernburger Kultur (3300–2800 v. Chr.).
Ende der zwanziger Jahre des 20. Jahrhunderts wurde von Mitgliedern des Stahlhelms die heutige Heiderandsiedlung angelegt. Bis zum Zweiten Weltkrieg hieß diese deshalb Stahlhelmsiedlung. Das Gelände von Heide-Nord/Blumenau gehörte damals zur Gemeinde Lettin.
Das Plattenbauviertel Heide-Nord mit seinen beiden Wohnkomplexen (abgekürzt WK mit der Nummerierung I bzw. II) wurde zwischen 1985 und 1991 errichtet. Zuerst entstand der östliche, später der westliche Wohnkomplex.
Bedingt durch Wegzug der Bevölkerung entschloss man sich, einen Rückbau vorzunehmen. So kam es vor allem im zweiten WK zum Abriss von zahlreicher Plattenbauten mit anschließender Begrünung, wodurch die Attraktivität des Stadtviertels gesteigert werden soll.
Heide-Nord/Blumenau war bis 2007 Kasernenstandort. Hier waren in der Dr.-Dorothea-Erxleben-Kaserne die Reserve Lazarett Gruppe 77 n.A.(ZSan) und die Reserve Lazarett Gruppe 7701 Ausb. stationiert. 2007 wurden diese unter anderem Namen nach Weißenfels verlegt. Anschließend wurde die Kaserne abgerissen und ab 2012 wurden auf dem Gelände Einfamilienhäuser gebaut.
Am Abend des 7. Juli 2015 zog ein schweres Unwetter über das Stadtviertel. Dabei wurden Dächer abgedeckt und Bäume entwurzelt. Unter anderem in der Heideschule wurden Fenster beschädigt. Einige Straßen wie die Waldstraße waren durch umherliegendes Gehölz unpassierbar und mussten geräumt werden.
Nachdem die Verlängerung der Straßenbahn von Kröllwitz über Heide-Nord/Blumenau nach Lettin jahrelang im Gespräch war, prüft die Stadtverwaltung von Halle (Saale) nun im Zuge der Stufe 3 des Stadtbahn-Ausbaus die Umsetzung dieses Projekts. Die Busse nach Heide-Nord/Blumenau waren in der Pendlerzeit oft überlastet. Ursprünglich war jedoch nicht eine neue Straßenbahnstrecke nach Heide-Nord/Blumenau, sondern in das Wohngebiet von Heide-Süd im Gespräch. Diese scheiterte jedoch am Widerstand der dortigen Bewohner. Nach einem von der Stadt veranstalteten Bürgerdialog im März 2020 Im Jahre 2021 hat der Stadtrat dem Bau und der Finanzierung der Straßenbahn nach Heide-Nord zugestimmt.

### Entwicklung der Einwohnerzahl

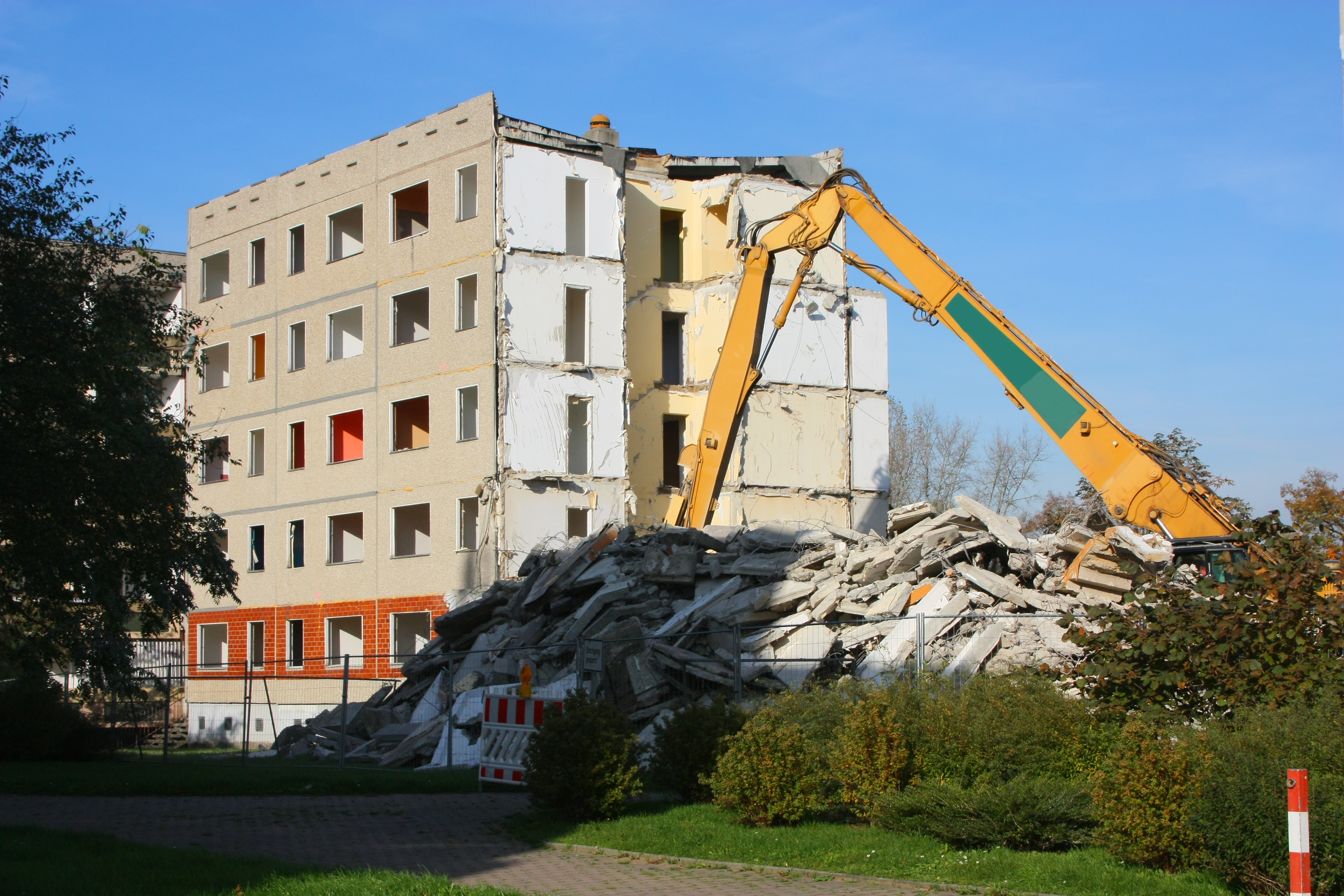
Abriss eines Blockes am Fischerring (2014)

Die Einwohnerzahl von Heide-Nord/Blumenau ging bis 2010 stark zurück und stagnierte ab dort. Auf Grund des Bevölkerungsschwundes wurden insbesondere bis 2010 viele der Wohnblöcke aus der DDR-Zeit zurückgebaut.
Quelle:
- Bevölkerung der Stadt Halle (Saale) 1992–1997,[12]
- Halle in Zahlen, offizielle Statistik der Stadt Halle (Saale) aus den Jahren 2000 bis 2019.[13]

## Bildung
In Heide-Nord gibt es mit der Heideschule im WK 1 eine Grundschule in öffentlicher Trägerschaft sowie der evangelischen Grundschule im WK 2, welche sich in privater Trägerschaft befindet, insgesamt 2 Grundschulen. Weiterhin befinden sich mehrere Kindergärten im Stadtviertel.

## Einkaufsmöglichkeiten
Einkaufsmöglichkeiten bietet im WK I die Heideringpassage mit zwei Supermärkten, einer Apotheke, Modeläden und Imbissen. Im WK II befand sich bis zur Schließung Anfang 2014 die sogenannte Lettiner Einkaufsoase, kurz LEO, diese wurde 2019 abgerissen. Im zweiten WK befindet sich weiterhin ein Supermarkt von nah & gut, ehemals NP.